# Corpo Aéreo do Exército dos Estados Unidos

Insígnia do Corpo Aéreo.

O Corpo Aéreo do Exército dos Estados Unidos (do inglês United States Army Air Corps - USAAC), foi o antecessor estatutário da Força Aérea. Foi o sucessor do Serviço Aéreo a partir de 2 de julho de 1926, ele era parte do Exército e o antecessor imediato das Forças Aéreas do Exército dos Estados Unidos (USAAF), criado em 20 de junho de 1941. Apesar de abolido como entidade administrativa em 1942, o Corpo Aéreo (AC) permaneceu como uma das "armas de combate" do Exército até 1947.

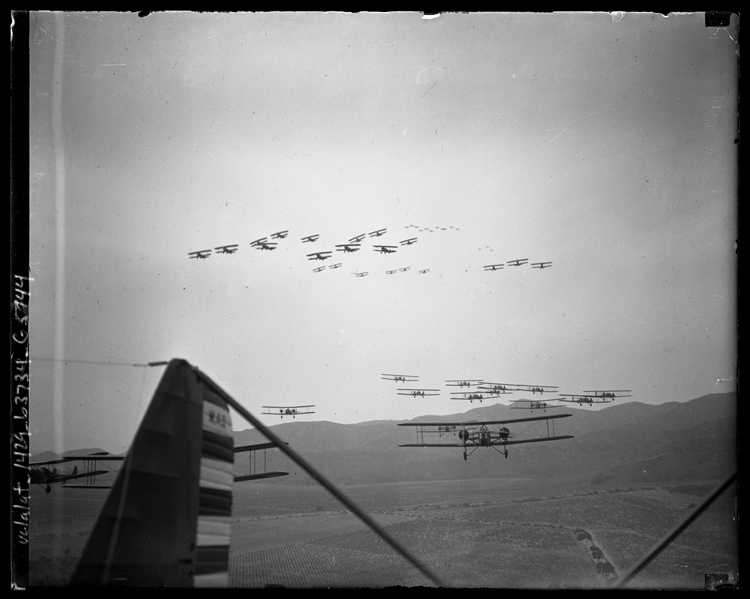
Aeronaves Keystone LB-6 e Boeing P-12 da USAAC, em 1930.

O Corpo Aéreo foi renomeado pelo Congresso, muito devido a um compromisso entre os favoráveis a um braço aéreo separado e aqueles do Alto Comando do Exército que enxergavam o braço aéreo como um ramo auxiliar as forças de terra. Apesar de seus membros terem trabalhado para promover o conceito de um "poder aéreo" e de uma "força aérea" autônoma entre 1926 e 1941, o seu objetivo primário de acordo com regimento do Exército permanecia sendo o suporte às forças de terra.
Em 1 de março de 1935, ainda lutando com o problema de um braço aéreo separado, o Exército ativou o Quartel General da Força Aérea para um controle centralizado das unidades de combate de aviação dentro dos Estados unidos, separado mas em coordenação com o Corpo Aéreo. A separação do controle das suas unidades de combate, fez com que o Corpo Aéreo sofresse problemas de falta de uma linha de comando, que ficaram mais agudos quando o Corpo Aéreo cresceu na preparação para a Segunda Guerra Mundial. Isso foi resolvido com a criação das Forças Aéreas do Exército (AAF) em 20 de junho de 1941, quando ambas as organizações foram subordinadas ao novo órgão.
O Corpo Aéreo deixou de ter uma estrutura administrativa depois de 9 de março de 1942, mas como "a organização estatutária permanente do braço aéreo, e o componente principal das Forças Aéreas do Exército", a grande maioria do pessoal designado para a AAF eram membros do Corpo Aéreo.

## Evolução da Força Aérea dos Estados Unidos
- Divisão Aeronáutica do Signal Corps (1 de agosto de 1907 – 18 de julho de 1914)
- Seção de Aviação do Signal Corps (18 de julho de 1914 – 20 de maio de 1918)
- Divisão de Aeronáutica Militar (20 de maio de 1918 – 24 de maio de 1918)
- Serviço Aéreo do Exército dos Estados Unidos (24 de maio de 1918 – 2 de julho de 1926)
- Corpo Aéreo do Exército dos Estados Unidos (2 de julho de 1926 – 20 de junho de 1941)
- Forças Aéreas do Exército dos Estados Unidos (20 de junho de 1941 – 18 de setembro de 1947)
- Força Aérea dos Estados Unidos (18 de setembro de 1947 – presente)